# La Faraona (película)
La Faraona es una película musical mexicana de 1956 dirigida por René Cardona y protagonizada por Eulalio González "El Piporro" y Lola Flores.

## Argumento
Soledad Prim Altamirano y Montoya (llamada Pastora Heredia), es una gitana en España, es la única nieta y única heredera de la propiedad del abuelo Don Guillermo Prim Altamira, un millonario en México. Su abuelo, desheredó a su hijo al casarse con una gitana. Pero después de la muerte del abuelo hay una disputa sobre su patrimonio. Soledad Prim Altamirano y Montoya (llamada Pastora Heredia) viaja a México para reclamar su herencia. En México descubre que su abuelo está vivo.

## Reparto
- Lola Flores como Soledad Prim Altamirano y Montoya / Pastora Heredia
- Agustín Lara como él mismo
- Joaquín Cordero como Alberto Prim
- Julio Villarreal como Don Guillermo Prim Altamira
- Eulalio González "El Piporro" como Felipe (Pipo)
- Florencio Castelló como José Jeromo
- Anita Blanch como Jesusita
- Lusita Triana (ballet sevillano).
- Antonio Triana (ballet sevillano).

## Canciones
- «Bolero», escrita por Maurice Ravel
- «La Faraona», escrita por Agustín Lara e interpretada por Lola Flores
- «Madrid», escrita por Agustín Lara e interpretada por Lola Flores
- «Cada noche un amor», escrita por Agustín Lara e interpretada por Lola Flores
- «Macareña de Chamberi», escrita por Luis Gómez Ordoñez e interpretada por Lola Flores
- «Gitana del Camino», escrita por Jaen Gómez and Luís Gómez Ordoñez e interpretada por Lola Flores
- «Mora Gitana», escrita por Antonio García Padilla y Garcia Matus e interpretada por Lola Flores